# Cafu (allenatore di calcio a 5)
Ricardo Alexandre de Souza, meglio noto come Cafu (Santo Inácio, 15 settembre 1977), è un allenatore di calcio a 5 brasiliano.

## Carriera
Cafu inizia in patria come osservatore di giocatori brasiliani da proporre ai club europei. La sua prima esperienza in Italia è nel settore giovanile del Cesena; passa quindi ad allenare in quello della Polizia Penitenziaria per tre stagioni. È proprio la società umbra a offrirgli nella stagione 2009-10 la guida della prima squadra militante in Serie A2, conducendola a sfiorare la qualificazione play-off. La stagione successiva torna a lavorare con i giovani del Real Rieti ma già in aprile è chiamato ad allenare la prima squadra, con cui vince i play-off di Serie A2 guadagnando la promozione in Serie A. Nella stagione 2011-12 entra nello staff tecnico dell'Asti, dapprima come vice di Sergio Tabbia e quindi di Tiago Polido. Nella stagione 2015-16 viene promosso primo allenatore dei piemontesi con cui vince immediatamente lo scudetto. La mancata iscrizione dell'Asti spinge il tecnico brasiliano al PesaroFano, che guida alla vittoria del campionato di Serie A2 2016-17 e della coppa di categoria. L'allenatore non segue tuttavia i rossiniani in Serie A, preferendo accasarsi all'ambizioso Porto San Giorgio in Serie B. Nonostante l'accordo, l'allenatore non siederà mai sulla panchina dei dragoni, presentando le proprie dimissioni a pochi giorni dall'inizio del campionato per accordarsi con la Tenax di Castelfidardo.

## Palmarès

### Competizioni nazionali
- Campionato italiano: 1

Asti: 2015-16
- Campionato di Serie A2: 1

PesaroFano: 2016-17 (girone A)
- Coppa Italia di Serie A2: 1

PesaroFano: 2016-17
- Campionato di Serie B: 1

Tenax: 2017-18 (girone D)